# Coris atlantica
Coris atlantica é uma espécie de peixes da família Labridae da ordem dos Perciformes, com distribuição natural no Atlântico oriental.